# エフエムまつもと
エフエムまつもと株式会社は、長野県松本市、安曇野市、塩尻市、東筑摩郡山形村、朝日村の各一部地域を放送区域として超短波放送（FM放送）をする特定地上基幹放送事業者である。
エフエムまつもとの愛称でコミュニティ放送をしている。

## 概要
長野県の中信地方ではあづみ野エフエム放送に続くコミュニティ放送局として、2013年（平成25年）開局。廃局した局も含めると全国300番目の開局である。電算印刷の敷地内に本社がある。
放送区域は、松本市8万世帯と安曇野市・塩尻市・東筑摩郡山形村・東筑摩郡朝日村の一部
と称している。
日曜深夜も含めた24時間放送で、自社制作番組以外の時間はJ-WAVEの番組を放送。

## 沿革
- 2013年（平成25年）
  - 6月　エフエムまつもと株式会社設立
  - 11月5日　特定地上基幹放送局の予備免許を取得
  - 12月25日　特定地上基幹放送局の免許を取得[5]し、開局

## 主な番組
- おはよう791（月 - 木 7:00 - 8:30）
- まつもと日和（月 - 木 12:00 - 13:30）
- 夕暮れ城下町（月 - 木 17:00 - 18:30）
- 伝統の日本音楽 有賀喜栄の邦楽三曲（月曜 11:30 - 12:00、16:30 - 17:00）
- わたしの心の1曲（水曜 13:30 - 13:40）
- ガチャ・マサのJapanの中心でJを叫ぶ（水曜 18:30 - 19:00）
- イツフラ!モーニング（金曜 7:00 - 8:30）
- WEEKEND CAF’E（金曜 14:00 - 16:00）
- Hata79.1（金曜 18:00 - 18:15）
- 松本スポーツチャンネル（金曜 18:30 - 19:00・木曜 19:00 - 19:30（再放送））
- まつもと☆サタデー・コンシェル（土曜 12:00 - 14:00）
- STAR MUSIC BOX（土曜 19:00 - 19:30）
- 金山音松（土曜 20:00 - 21:00）
- Road to Victory（松本山雅FCホーム戦実況生中継、信州ブレイブウォリアーズ松本大会実況生中継 ほか スポーツ中継）
  - 2014年9月28日の札幌戦（ホーム）では、以前からアウェイ中継を行っている三角山放送局制作のものをネット受けした。